# Guilguite
Guilguite (em urdu: گلگت; romaniz.: Gilgit) é a capital dos Territórios do Norte no Paquistão e um dos principais pontos de partida na região para expedições de montanhismo dirigidas ao Caracórum e ao Himalaia (os outros pontos de partida são Escardu e Carimabade). A pouca distância de Guilguite, na bacia do rio Indo um monumento recorda que aquele ponto é a união entre aquelas duas grandes cadeias montanhosas e o Indocuche.
Na célebre Estrada do Caracórum, que atravessa o altíssimo Passo Khunjerab (4693 m) e une desde  1982 o Paquistão e a República Popular da China, a região de Gilguite estende-se sobre uma área de 38.021 km². 

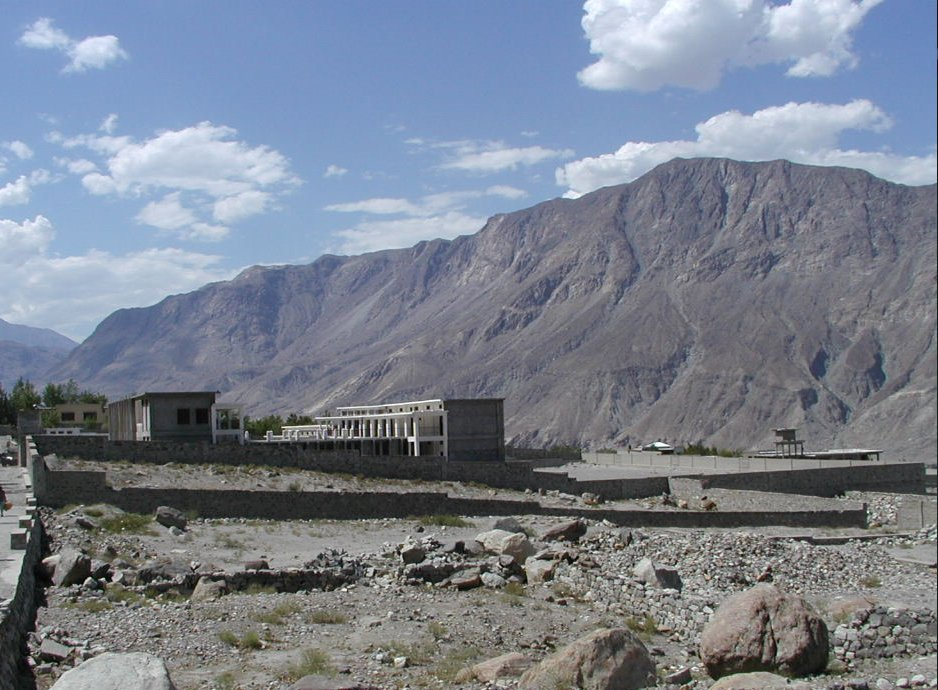
Gilgit